# シルヴィア・スレイ
シルヴィア・スレイ（Sylvia Sleigh、1916年5月8日 - 2010年10月24日）は、イギリス・ウェールズ出身でアメリカ合衆国に帰化した写実主義画家。職業上の名前はシルヴィア・スレイ・アロウェイ（Sylvia Sleigh Alloway）。

## 経歴
スレイはウェールズのグウィネズ、ランディドノー（Llandudno）に生まれた。ブライトン大学（University of Brighton）の芸術・建築学部（Faculty of Arts and Architecture）で学んだ後、1953年にケンジントン・アート・ギャラリーで最初の個展を開いた。美術評論家のローレンス・アロウェイ（Lawrence Alloway）と結婚し、アロウェイがソロモン・R・グッゲンハイム美術館の学芸員となった1960年代初期にアメリカに移住した。
1970年頃、フェミニズムの信条から、ステレオタイプな美術的テーマを裏返した、普通は女性にとらせるポーズを男性にとらせたシリーズを描いた。そのうちのいくつかでは、既存の絵画をダイレクトにほのめかし、たとえば『トルコ風呂』（1973年）は、ドミニク・アングルの『トルコ風呂』のジェンダーを逆転させたものである（この絵の中で横たわっている人物は夫のローレンス・アロウェイである）。『横たわるフィリップ・ゴルブ』（1971年）は同様にディエゴ・ベラスケスの『鏡のヴィーナス』のほのめかしである。
一方で、『田園の合奏』（1976年）のような作品では、男性と女性の役割を等しくしている。具体的に、ティツィアーノあるいはジョルジョーネの同構図・同名の作品では女性だけがヌードなのに対して、スレイの作品は女性も男性も全員がヌードである。スレイは自分の作品についてこう述べている。「私は自分の絵が男女（女男）同等を強調していると感じています。私にとって、女性は屈辱的なポーズをとらされるセックスのオブジェとして描かれることが多く、私は自分なりの見方を得たいと望みました。私は、愛と喜びを強調した品位とヒューマニズムをもって、男性も女性もともに知的かつ思慮深い人間として描きたいと思いました」。
2007年、スレイはブライアン・シャーウィン（Brian Sherwin）の「Myartspace」誌でのインタビューで、メインストリームの美術界および一般の社会のジェンダーの同等さが改善されているかを聞かれ、こう答えた。「私は物事が女性にとって改善されたとは思えません。確かに政治、法律、企業の仕事の中での女性の数は増えましたが、美術界では女性がギャラリーを探すことはとても困難です」。スレイによると美術界で男女が同等に扱われるためになすべきことがまだまだ必要だということである 。